# Матовце
Матовце (на словашки: Matovce) е село в северноизточна Словакия, в Прешовски край, в окръг Свидник. Според Статистическа служба на Словашката република към 31 декември 2021 г. селото има 118 жители.
Разположено е на 196 m надморска височина, на 24 km южно от Свидник. Площта му е 3,99 km². Кметът на селото е Давид Яцак.